# Erich Paulun
Erich Hermann Paulun (Pasewalk, Alemania; 4 de marzo de 1862-Shanghái, China; 5 de marzo de 1909) fue un médico naval alemán. Después de retirarse del servicio activo, él y el médico alemán Oscar von Schab fundaron el Hospital Tung Chee para chinos (Tung Chee en Pinyin: Tongji) en 1899, el hospital Tongji de Shanghái y el hospital Tongji de Wuhan. En 1907, el gobierno alemán fundó la "Escuela de Medicina Alemana para Chinos en Shanghai" Paulun fue el rector fundador, la actual Universidad de Tongji en Shanghái, que incluye la facultad de medicina de la Universidad de Ciencia y Tecnología de Huazhong en Wuhan.

## Trayectoria
Los padres de Paulun murieron durante su infancia. Cuando nació la hermana Marie en 1864, a los padres se les diagnosticó tuberculosis pulmonar. En ese momento era costumbre separar a los niños sanos de sus padres y entregarlos a una familia sana. Los padres fueron a una clínica de tuberculosis en Berlín, donde murieron poco tiempo después. Desde los dos hasta los diez años, Paulun vivió con sus abuelos (llamados Lecke) en Schöppenstedt en circunstancias acomodadas. Tras la muerte de sus abuelos, vivió con su tía en Wolfenbüttel (veterinaria doméstica Sieverling). En Wolfenbüttel asistió a la escuela secundaria.

### Entrenamiento y servicio militar
Después de graduarse de la escuela secundaria en 1882, fue admitido en el Instituto médico Quirúrgico Friedrich Wilhelm de Berlín en octubre del mismo año. Se convirtió en miembro del Pépinière-Corps Franconia. Hizo el servicio militar básico de abril a octubre de 1883 con la 5.ª Compañía del Regimiento de Granaderos de la Guardia Kaiser Alexander en Berlín. Completó el Physikum en 1884, el Rigorosum en 1886 (el examinador fue Robert Koch). Realizó el doctorado en medicina y cirugía en 1887 en la Universidad Humboldt de Berlín.

### Autobiografía
El propio Paulun es una fuente de su vida. A la disertación de su doctorado añadió el siguiente CV "El autor de esta obra, Hermann Erich Paulun, de confesión evangélica, ingresó en marzo de 1862 en Pasewalk en Pomerania. Recibió su educación científica previa en el Gymnasium de Wolfenbüttel, y recibió el 22 de septiembre de 1882 el certificado de superación. El 28 de octubre del mismo año en el Königl estudió medicina, después, en el Instituto Friedrich Wilhelms. Del 1 de abril al 31 de octubre de 1883 sirvió en el quinto Regimiento de Granaderos de la Guardia Kaiser Alexander No. 1. A los 19, en Julio de 1884 aprobó el examen physicum. en julio de 1886 el Rigorosum, según el decreto de 10 de Noviembre de 1886, designado como médico subalterno en el 3er. Regimiento de Infantería de Pomerania. Durante sus estudios asistió a las conferencias, clínicas y cursos de los siguientes profesores y docentes: Bardeleben, v. Bergmann, Dilthey, Bois-Reymond, Eichler (+), Ewald, Fraentzel, Gerhardt, Gurlt. Gusserow, Hartmann, v. Helmholtz, Henoch, Hirsch, Hofmann, Jäckel, Koch, Koehler, Kossel, Leyden. Leuthold, Lewin, Liebreich, Liman, Orth, Reichert (+), Salkowski, Schweigger, Schwendener, Schweninger; Schultze, Sonnenburg, Trautmann, Virchow, Waldeyer, Westphal. El autor expresa su agradecimiento a todos estos, sus estimados maestros".

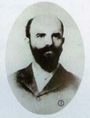
Erich Hermann Paulun

## Médico militar
Después de completar su doctorado, Paulun se unió el 1 de octubre de 1887 nuevamente a la infantería de Pomerania y estuvo allí como médico subalterno. Estudiar medicina como médico militar era una forma reconocida y calificada de convertirse en médico, cuando había escasez de dinero en una familia. Los estudios médicos eran gratuitos. Sin embargo, tenía que comprometerse a servir como médico militar durante un año por semestre después de completar su título. Muchos médicos famosos siguieron este camino, como Virchow, Koch, von Helmholtz ... y otros que Erich Paulun menciona en su currículum.
La transición de médico militar en Pomerania a médico naval en Wilhelmshaven aún no se ha asegurado con documentos. Según la lista de clasificación naval del año 1891, la fecha de referencia para los datos era 31 de octubre de 1890, Paulun trabajó en Wilhelmshaven. Según la lista de clasificación naval del año 1892, fecha de referencia 31 de octubre de 1891, Paulun era médico de a bordo en la cañonera Iltis I en aguas del este de Asia. El nombre Iltis 1 tiene sentido porque el nombre Iltis se ha dado al menos cuatro veces para diferentes elementos. Tras el hundimiento de Iltis, en julio de 1896 hubo un nuevo edificio con el mismo nombre, que debe distinguirse como el Iltis 2. La salida de Paulun de la marina tuvo lugar en su trigésimo cumpleaños, en junio de 1893. Por un lado, Iltis 1 nunca regresó a Alemania. Hubo un varamiento con pérdida total en los acantilados frente al faro de Moyedao, Shandong, con 76 muertos, incluidos todos los oficiales, incluido el médico del barco, Paulun tenía 30 años. Se retiró del servicio activo en Shanghái el 15 de junio de 1893. En septiembre de 1893 fue mencionado expresamente en una carta del consulado general en Shanghái al Canciller del Reich como representante y sucesor del doctor consular Zedelius. Otra vieja afirmación de que Paulun regresó de Alemania y fundó su propia práctica o una práctica privada en Shanghái tampoco puede ser cierta.
Desde esta carta de 15 de septiembre de 1893 es la primera evidencia confiable de la aparición de Paulun en Shanghái y también, la carta siguiente:
"A Su Excelencia el Canciller, General de Infantería, Conde von Caprivi. De acuerdo con el alto decreto de 5 de marzo de 1887 - II 3961/7772 - el médico Zedelius ha dejado Shanghai para trabajar en una nueva posición en Alemania. Su práctica local, fue comprada por Paulun, inicialmente como representante, y posiblemente como sucesor, del médico del barco anterior, como oficial médico de la reserva. Dado que la ausencia de Zedelius, incluso en el caso de su regreso a Shanghai, se extenderá en cualquier caso por 1 a 2 años, creo que no puedo simplemente aceptar el acuerdo hecho por él para la representación o sucesor, en la medida en que afecte al Consulado General Imperial, más bien, tiene el honor de solicitar obedientemente la aprobación de Su Excelencia para esto, agregando que el Sr. Paulun, en el corto período de su actividad médica civil en Shanghai, supo ganarse rápidamente la confianza de sus colegas, del extranjero y de la colonia, y ciertamente sabe cómo preservarla."
La última parte de la carta ciertamente puede calificarse como "un buen testimonio" para Paulun. La indicación de tiempo "... en el corto período de su actividad médica civil ..." solo puede referirse al tiempo del 1 de julio al 15 de septiembre de 1893. En realidad, es muy poco tiempo para ganarse la confianza de colegas y pacientes "como un nuevo médico".

## Shanghái
El canciller puso a Paulun por decreto de 6 de noviembre de 1893 como representante de Zedelius como médico consular, en las mismas condiciones que Zedelius había tenido anteriormente.

## Hong Kong
La inscripción en el Registro Médico de Hong Kong se realizó en febrero de 1896. La práctica fue en 16 Queen's Road, ... en una ubicación privilegiada. Para el año 1898, Paulun todavía figura en el Chronicle & Directory de China como residente en Hong Kong. Paulun solo regresó a Shanghái después de la muerte de Zedelius en enero de 1899.
Después de todo, Zedelius había regresado a Shanghái desde Alemania y asumió su antiguo cargo. La hora exacta aún no se ha establecido, probablemente en el otoño de 1895. La cooperación entre dos hombres muy diferentes resultó ser cada vez más difícil. Zedelius provenía de una antigua familia de Oldemburgo que había colocado a oficiales, médicos, teólogos ... en posiciones de liderazgo durante siglos. Su padre era el presidente del distrito de Oldemburgo. Zedelius se crio como alumno con el último duque gobernante de Oldemburgo, con un pensamiento y actuaciones elitistas. Paulun era vital e impulsivo. Sobre todo, como huérfano, no tenía familia que mostrar.
Después de una acalorada discusión, Paulun se fue a Hong Kong. Esta decisión fue obvia, porque Paulun tenía una excelente reputación como cirujano entre los médicos ingleses en China. Por ejemplo, en el hospital inglés de Shantou (antes Swatau), al este de Hong Kong, durante una estancia de Iltis 1 en el puerto de Shantou, llevó a cabo una operación que había sido declarada imposible bajo la observación crítica de todos, colegas ingleses incluidos. El paciente, Carl von der Osten-Fabeck, sobrevivió y fue rehabilitado por completo. Más tarde escribió los detalles en sus memorias.
De abril a noviembre de 1898 Paulun acompañó al contralmirante Príncipe Enrique de Prusia desde Hong Kong a Cantón (China), China del Norte, Corea y Japón. En las memorias de Erich Raeder, en la edición de 1956, se pueden encontrar las estaciones individuales, los detalles y una foto de excelente calidad.
Después de la muerte de Zedelius, Paulun regresó a Shanghái en enero de 1899, disolvió su práctica y la vendió. La viuda de Zedelius y sus cuatro hijos regresaron a Alemania y vivieron en Hamburgo de los ingresos obtenidos con la venta. Al año siguiente, Paulun viajó a Hamburgo y se casó allí con la hija mayor de Zedelius. Regresaron juntos a Shanghái.
La viuda Zedelius se casó con Arnholt, un comerciante de Hamburgo en China. Juntos construyeron la casa en Elbchaussee 268, que ahora es el Consulado General de China.

## Historia del establecimiento del hospital.
Durante su trabajo, Paulun había conocido la mala atención médica de la población china pobre, por lo que en 1899 decidió fundar un hospital para enfermos pobres. Contaba con el apoyo del ex médico naval Oskar von Schab, que se había establecido en Kobe, Japón. No quedó satisfecho allí y siguió la solicitud de Paulun de venir a Shanghái para trabajar juntos. Ambos fundaron la "Asociación Médica Alemana en Shanghai", en la que Paul Krieg también participó un poco más tarde. En 1899, Paulun compró un terreno en Burkill Road (hoy Fengyang Lu) con donaciones de empresas alemanas y chinas y otras personalidades. El día 24 En octubre de 1900 se realizó la inscripción en el catastro. Después del final de las Guerras de los Bóxers en 1901, Paulun adquirió dos de los llamados cuarteles Döckersche del ejército alemán para el hospital. Según un mensaje en el East Asian Lloyd de 5 de diciembre de 1902, el tratamiento hospitalario comenzó en abril de ese año. El hospital rápidamente se hizo muy popular entre los pacientes chinos, de modo que en 1904 se erigió un edificio de ladrillos y se demolieron los cuarteles. El trabajo de Paulun se reconoce en un informe anual retrospectivo de 23 de enero de 1908 por el fisiólogo Claude du Bois Reymond: “Todos los culíes de Shanghái conocen el Hospital Tongji. Un policlínico abarrotado que lleva a cabo su trabajo todas las tardes a las 5 a. m. Hacia el final, el ingenioso Paulun parece realizar una o más operaciones importantes casi todas las noches."

## Historia de la fundación de la escuela de medicina.
La gran popularidad de los pacientes chinos llevó a los médicos alemanes a pensar en fundar una escuela de medicina. Al día 14 de febrero de 1904, el cónsul general Knappe escribió al Ministerio de Relaciones Exteriores: “En Shanghái, los tres médicos alemanes (Paulun, von Schab y Krieg) están trabajando con gran éxito bajo una sola empresa y contabilizados conjuntamente. También empezaron a trabajar entre los chinos y, con el apoyo de extranjeros, especialmente chinos, establecieron un hospital con una clínica ambulatoria. Su ideal era combinar una escuela para la formación de médicos con el hospital y establecer un preescolar para la escuela de medicina. “Se puede ver en estas líneas que el ímpetu para fundar una escuela de medicina en Shanghái no provino del lado político, sino de Paulun y sus colegas. La idea cayó sobre un terreno fértil en Berlín, por lo que en los años siguientes se involucraron diversas iniciativas para fundar la facultad de medicina. Después de una visita de una comisión de estudios chinos a Berlín en marzo de 1906, el rumbo se estableció muy rápidamente. La "Escuela de Medicina Alemana para Chino en Shanghai" fue fundada en 1907 por el gobierno alemán como el primer gran proyecto de política cultural exterior. El protocolo de fundación de la facultad de medicina se firmó el 3 de marzo de 1907. En junio del mismo año se inauguró el preescolar con 22 alumnos. Después de la muerte de Paulun, el hospital recibió el nombre de Hospital Paulun (寶隆 Ba, Baolun). 

## Viaje a Europa y muerte de Paulun
En 1908 Paulun tomó las primeras vacaciones de su vida y viajó con toda su familia, cinco hijos de uno a siete años, incluido su hijo Dirks Paulun, a Europa. En abril de 1908 participó en Congreso de la Sociedad Alemana de Cirugía en Berlín. Luego viajó a Italia, Alemania e Inglaterra. Visitó sitios antiguos, museos, universidades, clínicas, dio conferencias y promovió el compromiso médico en China. Quería ver todo aquello para lo que no había tenido tiempo antes. El día 5 de noviembre de 1908, la familia viajó de regreso a Shanghái en el vapor Derfflinger, donde llegaron en Navidad. Paulun necesitaba más espacio para su gran familia y compró la casa vecina para conectarla a su casa con una conexión en la pared. En esta casa había habido enfermos de tifus. Paulun preguntó al médico que lo atendía si la casa había sido desinfectada. Antes de entrar a la casa para medir y asignar las habitaciones, volvió a preguntar por la desinfección y nuevamente se confirmó que había sido desinfectada. Algún tiempo después, Paulun desarrolló una fiebre que ignoró durante una semana. Luego él mismo fue un paciente con una infección tifoidea. Cuando también hubo una hemorragia renal, falleció el 5 de mayo de 1909, un día después de cumplir 47 años. Su muerte causó gran consternación y tristeza. Fue solo después de su muerte que se conocieron muchos detalles sobre el trato humano a sus pacientes, cuidados y donaciones.

## Desarrollo posterior después de la muerte de Paulun
En 1912, el gobierno alemán agregó la "Escuela de Ingeniería Alemana para Chino en Shanghai" a la escuela de medicina con un taller de capacitación. Recibió un apoyo mucho mayor que en la facultad de medicina de empresas alemanas interesadas en el mercado chino, como Krupp, Thyssen, Siemens, Bayer, BASF y Deutsche Bank. Una escuela de idiomas preparó a los estudiantes chinos para estudios especializados en alemán. En 1917 la "Escuela Alemana de Medicina e Ingeniería para chinos en Shanghai" fue clausurada por el poder colonial francés. Sin embargo, se continuó temporalmente en otros edificios con ayuda china y, después de que el gobierno chino la reconoció como universidad en 1923, reabrió como la Universidad Tongji China en 1924. Su equipo técnico fue nuevamente donado por la industria alemana, y los profesores alemanes continuaron impartiendo instrucción especializada en alemán. Esto sentó las bases de una intensa cooperación entre Alemania y China hace unos cien años, que se ha conservado hasta el día de hoy.

## Reconocimientos
- 10 de noviembre de 1886 médico subalterno en la Infantería de Pomerania (Bromberg);
- 27 de julio de 1887 PhD (Berlín);
- 10 de noviembre de 1887 nuevamente médico subalterno en la Infantería de Pomerania (Bromberg);
- 24 de enero de 1888 Marino Residente, Clase 2 (Wilhelmshaven);
- Abril de 1890 Médico asistente de la marina, Clase 1 (estación de Asia Oriental);
- 21 de febrero de 1893 Médico del Estado Mayor Naval (estación de Asia Oriental);
- 15 de junio de 1895 Premio al servicio Landwehr prusiano 2. Clase (Shanghái);
- 12 de abril de 1898, la Orden imperial de Francisco José (Hong Kong);
- 6 de noviembre de 1903 Premio al servicio Landwehr prusiano, Clase 1 (Shanghái);
- 23 de abril de 1906 Médico municipal (Shanghái);
- 25 de abril de 1907 Profesor (Shanghái);
- 13 de mayo de 2011 Inauguración de un monumento en la ciudad natal Pasewalk.[12]

En Pasewalk, la escuela de formación profesional "Dr. Erich Paulun" lleva su nombre.